# تلوث كيميائي
يُقصد بالتلوث الكيمائي التلوث بالمواد الكيميائية المصنعة سواء تلك اللتي تتكون لتستخدم لآغراض خاصة كمواد التنظيف وزيوت السيارات أو تلك التي تُنتج كمخلفات جانبية لعملية الصناعة، وهذه المواد يُمكن أن تُلقَى في المجراي المائية أو أن تنتشر في الهواء مما يسبب تلوثاً بيئياً، وهذا النوع من التلوث ذو آثار خطيرة جداً على مختلف عناصر البيئة، وقد ظهرت آثار هذا النوع من التلوث بوضوح، في النصف الثاني من القرن العشرين نتيجة التقدم الصناعي الهائل الذي شهده خصوصاً في مجال الصناعات الكيميائية, وقد تصل آثار التلوث الكيمائي إلى الغذاء، عن طريق استخدام المواد الحافظة والألوان والصبغات ومكسبات الطعم والرائحة في صناعة الأغذية، وقد ثبت بما لا يدع مجالاً للشك، دور هذه المواد في إحداث الأورام السرطانية الخبيثة.
يُعد الرصاص وكبريتيد الهيدروجين ومركبات الزئبق والكادميوم والزرنيخ ومركبات السيانيد والمبيدات الحشرية والأسمدة الكيماوية والنفط من أهم المواد الملوثة للبيئة الضارة بصحة الإنسان، وقد يحدث التلوث الكيماوي نتيجة الحوادث الصناعية في المصانع، نتيجة لعدم اتخاذ الاحتياطات اللازمة لمنع حدوث مثل هذا النوع من الحوادث، وقد لفتت الحوادث الصناعية أنظار العالم إلى التلوث الحادث بسببها، ودفعت الكثير من الهيئات والحكومات إلى الاهتمام بضرورة وضع برنامج دولي يتضمن وضع أنظمة آمنة ومحكمة، تتعلق بتصنيع المواد الكيميائية، وطرائق نقلها وتخزينها، وفرض رقابة دائمة عليها حفاظاً على حياة العاملين في هذه المصانع، وحفاظاً على البيئة المحيطة بهذه الصناعات.